# Smithfield (Rhode Island)
Pour les articles homonymes, voir Smithfield.
Smithfield est une ville du comté de Providence dans l'État de Rhode Island, aux États-Unis.
Selon le recensement de 2010, Smithfield compte 21 430 habitants. La municipalité s'étend sur 27,76 milles carrés (71,9 km2), dont 26,31 milles carrés (68,14 km2) de terres.

## Histoire
Les premiers colons arrivèrent sur le site de Smithfield au XVIIe siècle et le baptisèrent du nom du quartier de Smithfield à Londres. La ville se détacha de Providence en 1731.
Au début du XVIIIe siècle, la ville abrita une communauté quaker. Au XIXe siècle, plusieurs moulins furent construits.
Au milieu du XIXe siècle, les villes de North Smithfield et de Lincoln s'en détachèrent.

## Personnalités
- Sullivan Ballou (1829-1861), avocat et homme politique américain, et officier de l'Armée de l'Union durant la guerre de Sécession, est né à Smithfield.
- Gina Raimondo (1971-), gouverneur de Rhode Island (2015-2021) et Secrétaire au Commerce des États-Unis (2021-2025).